# Törneviks naturreservat
Törneviks naturreservat är ett naturreservat i Kinda kommun i Östergötlands län.
Området är naturskyddat sedan 2019 och är 18 hektar stort. Reservatet ligger väster om  Törneviken i sjön Järnlunden och norr om byn Törnevik. Reservatet består av öppna och trädklädda naturbetesmarker i ett småkulligt landskap. I väster återfinns äldre lövträd och granar i en brant sluttning.